# Lorena Bosmans
Lorena Julia Bertha Bosmans Pastrana (10 de febrero de 1984) es una exjugadora y entrenadora de fútbol peruana. Jugaba de lateral izquierdo. Ha sido miembro de la selección nacional femenina de Perú como jugadora y entrenadora. Fue parte de la plantilla de jugadoras que participó en el primer partido internacional de la selección femenina el 2 de marzo de 1998 durante el Campeonato Sudamericano Femenino celebrado en Mar del Plata (Argentina) contra la selección de Brasil.

## Carrera internacional
Bosmans fue internacional con la selección de Perú en la categoría absoluta durante el Campeonato Sudamericano de Fútbol Femenino de 2003.

### Goles internacionales
Los puntajes y los resultados enumeran el recuento de goles de Perú en primer lugar
| N.º | Fecha               | Sede                               | Adversario | Puntaje | Resultado | Competencia                                     | Ref.  |
| --- | ------------------- | ---------------------------------- | ---------- | ------- | --------- | ----------------------------------------------- | ----- |
| 1   | 13 de abril de 2003 | Estadio Monumental "U", Lima, Perú | Chile      | 1 –1    | 2-1       | Campeonato Sudamericano de Fútbol Femenino 2003 | [ 2 ] |

## Carrera como entrenadora
Bosmans dirigió a la selección nacional femenina de fútbol de Perú en el Campeonato Sudamericano de 2006 .